# 唐宏经
唐宏经（1901年3月1日—2005年2月16日），曾用名唐韵超、唐圣修、唐福山、金涛、金红。辽宁大连金县满家滩唐家屯人，中国共产党第六届中央委员。最后一位去世的中共六大代表。

## 生平
1916年3月至1926年10月，到南满洲铁道株式会社大连铁道工厂做学徒工、技工。1923年12月，与傅景阳等人共同发起成立满铁沙河口工场华人工学会，任工人夜校部部长。1924年2月，任大连组织工会夜学部干事、副委员长。1925年12月，当选大连中华工学会副委员长。1926年初，由傅景阳介绍加入中国共产党。1926年6月，任中共大连地委委员、工运部部长。1926年10月，任中共大连中华工学会支部书记。1926年10月，因领导福纺纱厂四二七大罢工，被日本当局逮捕。1927年3月获释，被迫离开大连。。
1927年9月至1928年3月，先后在沈阳东北大学工厂做技工，吉林机车库做临时技工，沈阳东北大学工厂做外包工。1928年3月至9月，任中共满洲临时省委常委。1928年6月，率满洲临时省委代表团出席在莫斯科召开的中国共产党第六次全国代表大会，当选中央候补委员。会后应邀出席共产国际第六次代表大会。1928年9月至11月，任中共满洲省委委员。1928年11月中央政治局会议增补中共第六届中央委员，任职至1931年7月。1928年12月，中共满洲省委遭破坏，被捕入狱。1929年8月出狱。1929年8月至10月，被派往上海进入党中央训练班学习。1929年9月至1930年3月，任中共满洲省委常委。其问，先后担任中共哈尔滨市特委职工运动委员会书记。1930年3月起，任中共哈尔滨市委书记，中共满洲省委候补常委，中共满洲临时省委候补委员，中共满洲省委主席团成员、中共北满特委书记。1931年1月，再次被捕入狱。1931年1月中共六届四中全会后，因参加非组织活动，1931年7月被开除党籍。1931年再次被捕，1933年出狱。1933年3月至1945年8月，在辽宁金县三十里堡开设德增号商号，任经理。
1945年8月22日，解放军攻占大连后，他重返大连组织工会。1945年9月至10月，任大连总工会筹备委员会委员长，1945年10月至1946年12月，任大连职工总会委员长，其间：1945年10月，出席东北各界人民代表大会，任大连市代表。1945年11月，经东北局批准，重新入党。1946年1月，任大连市临时参议会议长。1946年4月任东北行政委员会委员。1946年1月11日为辽东省委委员。1946年11月起任大连市临时参议会议长。1946年10月至1947年11月，任大连市总工会主席。1947年1月起，任大连市第二届临时参议会议长。1947年11月调离大连，参与筹备全国第六次劳动大会，在哈尔滨任全国总工会代表大会筹委会委员、全国总工会常委。1948年7月至1950年4月，任东北行政委员会劳动总局局长、东北总工会劳动保险部部长。
1950年4月至1951年8月，任东北人民政府劳动部部长。1951年9月，因“隐瞒历史、反苏、渎职”等罪名，再次被开除党籍。1952年8月，被以渎职罪判刑6年。1957年2月出狱，在辽宁省本溪市小堡畜牧场任科员。。1980年11月，中华人民共和国最高人民法院为其撤销原判，予以平反。1981年12月，经中央组织部批准恢复党籍，定为行政十级，享受副省级住房和医疗待遇。随后任本溪市政协委员至1983年10月。